# Yuri Ivanovich Manin
Yuri Ivanovitch Manin (tiếng Nga: Ю́рий Ива́нович Ма́нин; 16 tháng 2 năm 1937 – 7 tháng 1 năm 2023) là một nhà toán học người Nga nổi tiếng vì nghiên cứu hình học đại số, hình học Diophantos và nhiều công trình lưu trữ khác nhau, từ logic toán đến vật lý lý thuyết. Manin là một trong những người đầu tiên đề xuất ý tưởng về máy tính lượng tử vào năm 1980 với cuốn sách Vychislimoe i nevychislimoe (tạm dịch: Tính toán và không thể tính toán) của ông. Ông hiện là giáo sư tại Viện Toán học Max Planck ở Bonn và là giáo sư danh dự tại Đại học Tây Bắc.

## Cuộc đời và sự nghiệp
Yuri Manin sinh ngày 16 tháng 2 năm 1937 tại Simferopol, Liên Xô. Ông lấy bằng tiến sĩ năm 1960 tại Viện toán Steklov với tư cách là học trò của Igor Shafarevich.
Công việc ban đầu của Manin bao gồm các bài báo về các nhóm số học và chính thức của các đa tạp giao hoán, phỏng đoán Mordell trong trường hợp trường hàm và phương trình vi phân đại số. Liên thông Gauss–Manin là một thành phần cơ bản của việc nghiên cứu đối đồng điều trong các đa tạp đại số. Ông đã viết một cuốn sách về các bề mặt hình khối và đa thức thuần nhất bậc ba, cho thấy cách áp dụng cả phương pháp cổ điển và đương đại của hình học đại số cũng như đại số phi kết hợp. Thông qua lý thuyết về đại số Azumaya toàn cục của Grothendieck, ông cũng chỉ ra vai trò của nhóm Brauer trong việc giải thích các cản trở cho nguyên tắc Hasse, tạo ra một thế hệ tiếp theo. Ông tiên phong trong lĩnh vực tô pô số học (cùng với John Tate, David Mumford, Michael Artin và Barry Mazur). Ông cũng đặt ra phỏng đoán Manin – dự đoán hành vi tiệm cận của số điểm hợp lý có chiều cao giới hạn trên các đa tạp đại số. Ông cũng viết thêm về lý thuyết Yang–Mills, thông tin lượng tử và đối xứng gương.
Manin có hơn 40 sinh viên tiến sĩ, bao gồm Vladimir Berkovich, Mariusz Wodzicki, Alexander Beilinson, Ivan Cherednik, Alexei Skorobogatov, Vladimir Drinfeld, Mikhail Kapranov, Vyacheslav Shokurov, Arend Bayer và Victor Kolyvagin, các sinh viên nước ngoài gồm có Hà Huy Khoái (Việt Nam).
Ông qua đời ngày 7 tháng 1 năm 2023.

## Giải thưởng
Ông đã được trao Giải thưởng Lenin vào năm 1967, Huy chương Brouwer năm 1987, Giải Toán học Nemmer lần đầu tiên năm 1994, Giải Rolf Schock của Viện Hàn lâm Khoa học Hoàng gia Thụy Điển năm 1999, Huy chương Cantor của Hội Toán học Đức năm 2002, Giải Vua Faisal năm 2002 và Giải Bolyai của Viện hàn lâm Khoa học Hungary năm 2010.
Năm 1990, ông trở thành thành viên nước ngoài của Viện Hàn lâm Khoa học và Nghệ thuật Hoàng gia Hà Lan.

## Tác phẩm
- Selected works with commentary, World Scientific 1996
- Mathematics as metaphor - selected essays, Hội Toán học Hoa Kỳ 2009
- Rational points of algebraic curves over function fields. Bản dịch của AMS 1966
- Algebraic topology of algebraic varieties. Uspekhi Matematicheskikh Nauk 1965
- Modular forms and Number Theory. International Congress of Mathematicians, Helsinki 1978
- Frobenius manifolds, quantum cohomology, and moduli spaces, Hội Toán học Hoa Kỳ 1999[27]
- Quantum groups and non commutative geometry, Montreal, Centre de Recherches Mathématiques, 1988
- Topics in non-commutative geometry, Princeton University Press 1991[28]
- Gauge field theory and complex geometry. Springer 1988 (Grundlehren der mathematischen Wissenschaften)[29]
- Cubic forms - algebra, geometry, arithmetics, North Holland 1986
- A course in mathematical logic, Springer 1977,[30] bản mở rộng thứ hai với những chương mới bởi tác giả và Boris Zilber, Springer 2010
- The provable and the unprovable (bằng tiếng Nga), Moskva 1979
- Vychislimoe i nevychislimoe (bằng tiếng Nga), Moskva 1980
- Mathematics and physics, Birkhäuser 1981
- New dimensions in geometry. trong Arbeitstagung Bonn 1984, Lectures Notes in Mathematics Quyển 1111, Springer Verlag
- Manin, Alexei Ivanovich Kostrikin: Linear algebra and geometry, Gordon and Breach 1989
- Manin, Sergei Gelfand: Homological algebra, Springer 1994 (Encyclopedia of Mathematical Sciences)
- Manin, Sergei Gelfand: Methods of Homological algebra, Springer 1996
- Manin, Igor Kobzarev: Elementary Particles: mathematics, physics and philosophy, Dordrecht, Kluwer, 1989 (This book is introductory.)
- Manin, Alexei A. Panchishkin: Introduction to Number theory, Springer Verlag 1995, ấn bản 2, 2005
- Moduli, Motives, Mirrors, 3. European Congress Math. Barcelona 2000, Plenary talk Lưu trữ ngày 12 tháng 2 năm 2013 tại archive.today
- Classical computing, quantum computing and Shor´s factoring algorithm, Bourbaki Seminar 1999 Lưu trữ ngày 12 tháng 2 năm 2013 tại archive.today
- Von Zahlen und Figuren 2002 Lưu trữ ngày 12 tháng 2 năm 2013 tại archive.today
- Manin, Mathilde Marcolli Holography principle and arithmetic of algebraic curves, 2002 Lưu trữ ngày 12 tháng 2 năm 2013 tại archive.today
- 3-dimensional hyperbolic geometry as infinite-adic Arakelov geometry, Inventiones Mathematicae 1991
- Mathematik, Kunst und Zivilisation, e-enterprise, 2014